# Années 280 av. J.-C.
Les années 280 av. J.-C. couvrent les années de 289 av. J.-C. à 280 av. J.-C.

## Événements
- 288 av. J.-C. : Ptolémée Ier crée le Museion, qui comprend la bibliothèque d'Alexandrie[1].
- 287 av. J.-C. : troisième sécession de la plèbe sur le Janicule à Rome pour obtenir l’assignation des terres sabines. La promulgation de la Lex Hortensia, qui réalise l’égalité totale entre les patriciens et les plébéiens, marque la fin de la « lutte entre les ordres » ou « lutte des classes »[2].

- 285-281 av. J.-C. : conflit entre Lysimaque et Séleucos. Fin des guerres des diadoques[3].
- 284 av. J.-C. : bataille d'Arretium[4].
- 283 av. J.-C. : seconde bataille du Lac Vadimon[4].
- 283-246 av. J.-C. : Ptolémée II règne sur l’Égypte lagide[5].
- 282-272 av. J.-C. : début de la guerre de Rome contre Tarente et contre son allié Pyrrhus (280-275 av. J.-C.)[4].
- 281 av. J.-C. : bataille de Couroupédion[6].

- Vers 280 av. J.-C. :
  - les Carthaginois appuyés par les mercenaires Torréens servant déjà dans les rangs de l'armée depuis le Ve siècle, chassent les Syracusains de Corse[7].
  - Sostrate de Cnide construit un phare sur l'île de Pharos au large d'Alexandrie. Le phare d'Alexandrie devient une des Sept Merveilles du monde[8].
  - le canal du cours supérieur du Nil à la Mer Rouge est doté d'une écluse[9].

## Personnages significatifs
- Démétrios Ier Poliorcète
- Philétairos
- Ptolémée II
- Pyrrhus Ier